# Eugeniusz Weiss

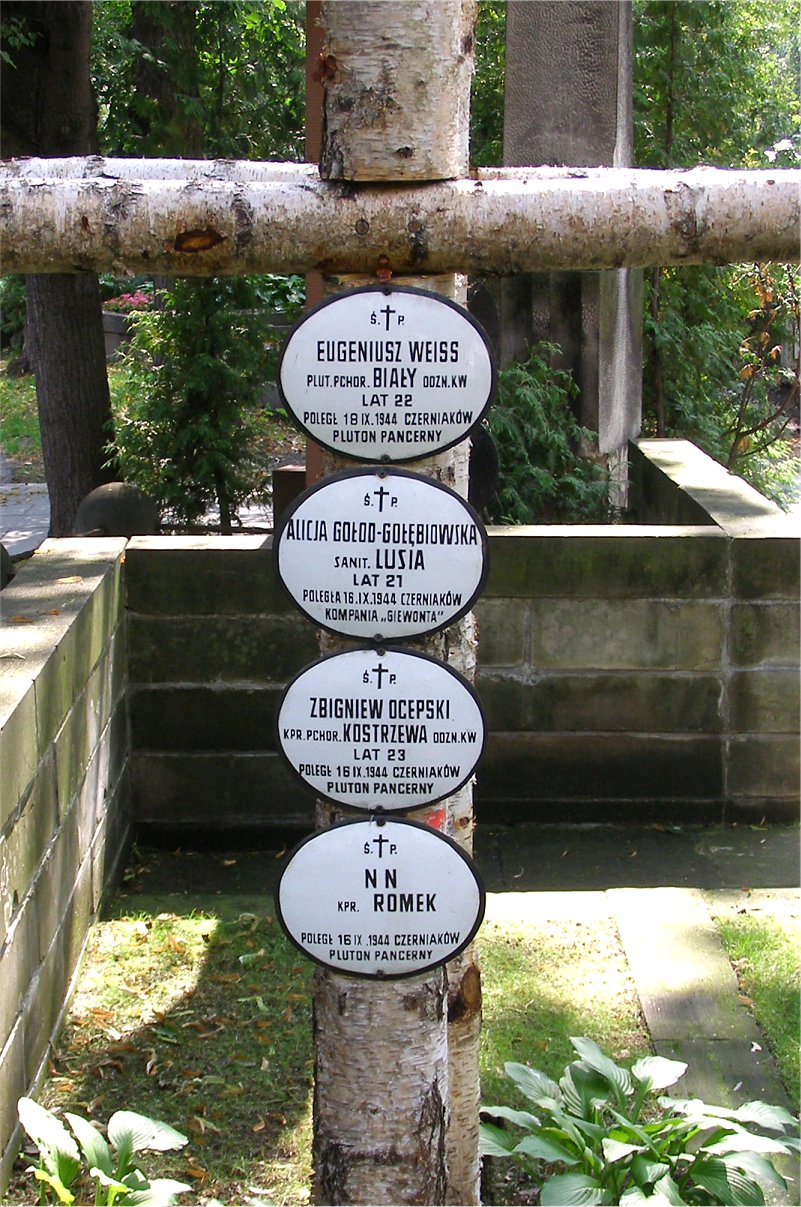
Mogiła na Powązkach

Eugeniusz Weiss ps. "Biały" (ur. 12 września 1922, zm. 18 września 1944 w Warszawie) – plutonowy podchorąży, uczestnik powstania warszawskiego w plutonie pancernym batalionu „Zośka” Armii Krajowej.

## Życiorys
W powstaniu warszawskim walczył ze swoim oddziałem na Woli, Starym Mieście i Czerniakowie.
Poległ najprawdopodobniej 18 września 1944 w walkach powstańczych przy ul. Okrąg 2 na Czerniakowie. Miał 22 lata. Pochowany w kwaterach żołnierzy i sanitariuszek batalionu „Zośka” na Cmentarzu Wojskowym w Warszawie wraz z sanitariuszką Alicją Gołod-Gołębiowską (ps. „Lusia”), Zbigniewem Ocepskim (ps. „Kostrzewa”) i nieznanym żołnierzem (o pseudonimie „Romek”) (kwatera A20-5-10).
Odznaczony Krzyżem Walecznych.